# Jeu de quilles au maillet
Le jeu de quilles au maillet est un jeu traditionnel gascon qui a été réhabilité comme jeu d’équipe et non comme jeu d’argent, dès 1973 par des initiations et des concours amateurs.
Le jeu de quilles de six/quilles au maillet est inscrit à l'Inventaire du patrimoine culturel immatériel en France.

## Histoire
Les quilles de six sont à l’origine jouées à l’extérieur, dans un "plantier", tandis que les quilles de neuf était jouées dans un "quillier" à l’intérieur. On a coutume de dire que les quilles de six sont apparues avant les quilles de neuf[réf. souhaitée]. Dans tous les cas, le jeu est dès son invention pratiqué dans le sud-ouest de la France, d’abord dans le Béarn, puis il s’est répandu jusqu’en Gironde, où il fut quelque peu modifié dans les années 1930. On ne joue plus au "nombre de quilles" mais au "cinq quilles à battre". Cette variante a fait le chemin inverse et est redescendue en Béarn, où les quilles de six sont aujourd’hui pratiquées sous cette forme et dans quelques communes du sud-ouest de la Haute-Garonne. Il n’y a qu’à Saint-Paul-lès-Dax, dans les Landes, que l’on peut encore jouer au jeu originel "au nombre de quilles".
Depuis 1957, le jeu de quilles de six est subordonné par la Fédération Française de Sport de Quilles (FFSQ), aujourd’hui appelée Fédération Française de Bowling et de Sport de Quilles (FFBSQ).

## Règles du jeu
Le but du jeu est de faire tomber 5 quilles sur 6, et ainsi marquer 1 point, en lançant un maillet de 30 cm sur des quilles se trouvant entre 10 et 5 m selon l'âge et le sexe des participants. Chaque joueur a son propre maillet. Le jeu peut se pratiquer en un contre un ou en équipe de trois joueurs. Bien que des compétitions soient organisées, le jeu se pratique aussi pour le loisir.

### Matériel
- Six quilles :
  - Trois quilles de bois, d'une hauteur de 55 cm
  - Trois quilles de bois, d'une hauteur de 50 cm
- Trois maillets de bois (un par joueur en équipe de trois, ou trois maillets par joueur en individuel), longueur : 30 cm  diamètre : 7 cm

### Le plantier
L’aire de jeu, appelée "plantier" se situe généralement en extérieur, sur un sol en terre battue, en gravillon, voire en bitume. À l’extrémité du plantier se trouve le pité, base rectangulaire en ciment, sur lequel sont posées les quilles (les trois petites alignées devant, les grandes derrière, chacune distante (d'axe à axe) d'une longueur de maillet, 30cm, de ses voisines).
Sur le sol, juste devant cette base cimentée est posée une barre métallique. Le maillet lancé par les joueurs doit obligatoirement la franchir avant de toucher le sol, sinon le lancer est nul.
À l’autre extrémité, à une dizaine de mètres du pité, se trouve le "pas de tir". C’est de là que le joueur devra lancer son maillet. La distance peut cependant être raccourcie en fonction du sexe et de l’âge des participants.

### Le geste
Il y a deux façons tolérées de lancer le maillet : la "main ouvert" ou "à l’endroit", c’est-à-dire la paume de la main vers le haut, ou la " main fermée", ou "à l’envers", c’est-à-dire avec la paume vers le bas.

### La partie
Le joueur a le droit de lancer son maillet trois fois pour faire tomber les cinq quilles (un tour), le lancer est nul si les 6 quilles tombent, et si moins de 5 quilles tombent le point n'est pas marqué. S'il réussit, il marque un point. Entre chaque tir, les quilles tombées et sorties de l’aire de jeu (si elle est matérialisée) sont retirées , celles tombées mais encore dans le jeu sont laissées ; un maillet qui "reviendrait" par rebond est lui aussi sortie de l'aire de jeu, sinon il y reste. Un joueur (ou une équipe) peut faire un point sur chaque lancer (très rare) soit 3 points, sinon 2 points en 3 lancers, ou un seul point.
La partie se termine soit en 12 tours (1 tour correspond à une volée de 3 maillets par joueur (ou équipe)) : le joueur (l'équipe) ayant le score le plus élevé est gagnant(e) ; soit lorsqu'un seul joueur (ou une seule équipe) atteint 11 points pour le même nombre de tours.
En cas d'égalité la partie continue, sans marque (c'est communément appelé la « mort subite ») : sur un tour, le joueur (l'équipe) qui marque sans que l'autre joueur (ou l'autre équipe) ne marque, est gagnant (des parties peuvent ainsi dépasser les 14, 15, 16 tours, etc.).
Les coups particuliers sont :
- « La casquette » considérée comme un des coups les plus difficiles, qui consiste à viser la grande quille qui est alignée derrière une petite, ce coup devient essentiel lorsqu'il ne reste que deux quilles alignées (mais il peut être joué s'il reste trois quilles, ou quatre, etc.).
- « Le béret » équivalent à l'inverse de la casquette, consiste à viser la petite quille qui est devant la grande sans faire tomber la grande.

## Compétitions et challenges
Dans le Béarn, on retrouve deux types de championnats : le Championnat du Béarn le samedi et le Championnat fédéral le dimanche. Les compétitions s’étendent le mars à juillet et en septembre. Entre-temps, pour faire patienter entre les championnats, les clubs organisent des challenges, lors desquels les règles peuvent changer. Des variantes sont jouées à ces occasions. Ainsi, on peut se concentrer à faire tomber les trois plus grandes quilles seulement (« faire les trois escabeïls »), ou les trois petites, ou les six et non plus cinq. On peut aussi remplacer une quille par une quille rouge, qu'il faut soit viser, soit éviter.